# Let Me Love You (canção de DJ Snake)
"Let Me Love You" é uma canção gravada pelo produtor francês de música eletrônica DJ Snake. Lançada em 5 de agosto de 2016, através da Interscope Records, a canção serviu como terceiro single de seu álbum de estreia, Encore (2016), e conta com vocais do cantor canadense Justin Bieber. Os artistas a compuseram com Nick Kibler, Andrew Watt, Ali Tamposi, Brian Lee e Louis Bell, enquanto sua produção ficou a cargo de DJ Snake. O videoclipe da canção foi lançado em 29 de novembro de 2016, no YouTube.

## Composição
"Let Me Love You" foi escrito na chave de dó menor com um ritmo de 100 batimentos por minuto em tempo comum. A canção segue uma progressão de acordes de Cm7 – E♭ – E♭/G – A♭ – E♭/G – A♭, e os vocais de Bieber na extensão de C3 a C5.

## Videoclipe
O videoclipe para a canção foi lançado em 29 de novembro de 2016. A revista Rolling Stone se refere ao vídeo como "Bonnie e Clyde com um toque extra", mostrando um pouco como um casal se envolve em uma perseguição em alta velocidade, com direção a um chefe e uma sessão de pegação num carro de fuga. No final, é revelado que as sequências de ação são parte de um vídeo de simulação e os jogadores do outro lado são, na verdade, dois homens com dispositivos de realidade virtual. Este vídeo foi dirigido por James Borras.

## Desempenho comercial
Nos Estados Unidos, "Let Me Love You" debutou no número 12 na Billboard Hot 100 na edição datada de 27 de agosto de 2016. O single estreou no número um da Digital Songs, com 113.000 downloads, conseguindo DJ Snake pela primeira vez um número um nessa tabela e Bieber o seu sexto número um na mesma. "Let Me Love you" chegou ao número quatro da Billboard Hot 100, atribuindo a DJ Snake seu terceiro tema no top 10 dessa tabela e a Bieber seu décimo segundo tema no top 10 da mesma.
O remix da música com a colaboração do cantor americano de R&B R. Kelly estreou no número 24 no Bubbling Under Hot 100 na edição datada de 14 de janeiro de 2017. O remix estreou no número 11 no Hot Dance/Electronic Songs, com 25.000 downloads.
Um remix da música feita pelo popular produtor Marshmello foi lançado em 1 de dezembro de 2016 e acumulou mais de 13,3 milhões de visualizações no canal do YouTube Proximity, onde o remix estreou primeiro.

## Desempenho nas tabelas musicais
| Tabela musical (2016-17)                          | Melhor posição |
| ------------------------------------------------- | -------------- |
| O campo songid é OBRIGATÓRIO PARA PARADA ALEMÃ    | 1              |
| Alemanha (Airplay Chart)                          | 2              |
| Argentina (Monitor Latino)                        | 4              |
| Argentina (CAPIF)                                 | 5              |
| Austrália (ARIA)                                  | 2              |
| Áustria (Ö3 Austria Top 75)                       | 4              |
| Bélgica (Ultratop 50 de Flandres)                 | 6              |
| Bélgica (Ultratop 50 da Valônia)                  | 2              |
| Brasil (Brasil Hot 100)                           | 4              |
| Canadá (Canadian Hot 100)                         | 4              |
| Colômbia (National-Report)                        | 30             |
| República Checa (Rádio Top 100)                   | 2              |
| República Checa (Singles Digitál Top 100)         | 1              |
| Dinamarca (Hitlisten)                             | 3              |
| Estados Unidos (Billboard Hot 100)                | 4              |
| Estados Unidos (Billboard Adult Contemporary)     | 9              |
| Estados Unidos (Billboard Adult Top 40)           | 4              |
| Estados Unidos (Billboard Dance Club Songs)       | 19             |
| Estados Unidos (Billboard Dance/Electronic Songs) | 2              |
| Estados Unidos (Billboard Mainstream Top 40)      | 2              |
| Estados Unidos (Billboard Rhythmic)               | 4              |
| Finlândia (Suomen virallinen lista)               | 1              |
| França (SNEP)                                     | 1              |
| Hungria (Dance Top 40)                            | 15             |
| Hungria (Rádiós Top 40)                           | 3              |
| Hungria (Single Top 40)                           | 3              |
| Irlanda (IRMA)                                    | 2              |
| Itália (FIMI)                                     | 1              |
| Japão (Japan Hot 100)                             | 92             |
| Líbano (Lebanese Top 20)                          | 3              |
| México (Monitor Latino)                           | 1              |
| Países Baixos (Dutch Top 40)                      | 1              |
| Países Baixos (Single Top 100)                    | 1              |
| Nova Zelândia (Recorded Music NZ)                 | 3              |
| Noruega (VG-lista)                                | 1              |
| Filipinas (Philippine Hot 100)                    | 90             |
| Polónia (Polish Airplay Top 100)                  | 2              |
| Portugal (AFP)                                    | 1              |
| Rússia (Tophit)                                   | 1              |
| Escócia (Scottish Singles Chart)                  | 1              |
| Eslováquia (Rádio Top 100)                        | 6              |
| Eslováquia (Singles Digitál Top 100)              | 1              |
| Espanha (PROMUSICAE)                              | 2              |
| Suécia (Sverigetopplistan)                        | 2              |
| Suíça (Schweizer Hitparade)                       | 1              |
| Reino Unido (UK Singles Chart)                    | 2              |
| Reino Unido (UK Dance Chart)                      | 2              |

| Tabela musical (2017)                                         | Melhor posição |
| ------------------------------------------------------------- | -------------- |
| Estados Unidos (Bubbling Under Hot 100 Singles)               | 24             |
| Estados Unidos Bubbling Under R&B/Hip-Hop Singles (Billboard) | 10             |

| Tabela musical (2016)                        | Melhor posição |
| -------------------------------------------- | -------------- |
| Alemanha (Official German Charts)            | 16             |
| Austrália (ARIA)                             | 19             |
| Áustria (Ö3 Austria Top 40)                  | 24             |
| Bélgica (Ultratop Flanders)                  | 35             |
| Bélgica (Ultratop Wallonia)                  | 27             |
| Brasil (Brasil Hot 100)                      | 68             |
| Canadá (Canadian Hot 100)                    | 31             |
| Dinamarca (Tracklisten)                      | 28             |
| Estados Unidos (Billboard Hot 100)           | 47             |
| Estados Unidos (Billboard Mainstream Top 40) | 31             |
| Hungria (MAHASZ)                             | 14             |
| Itália (FIMI)                                | 20             |
| Países Baixos (Single Top 100)               | 19             |
| Nova Zelândia(Recorded Music NZ)             | 23             |
| Polónia (ZPAV)                               | 46             |
| Suécia (Sverigetopplistan)                   | 15             |
| Reino Unido (Official Charts Company)        | 25             |
| Suíça (Schweizer Hitparade)                  | 25             |

## Certificações
| Alemanha (BVMI) | Platina    | 400,000^   |
| Austrália (ARIA) | 4× Platina | 280,000^   |
| Bélgica (BEA) | 2× Platina | 60,000*    |
| Brasil (Pro-Música Brasil) | Diamante   | 500,000*   |
| Canadá (Music Canada) | Platina    | 80,000^    |
| Espanha (PROMUSICAE) | 3× Platina | 120,000^   |
| Estados Unidos (RIAA) | 2× Platina | 2,000,000‡ |
| França (SNEP) | Diamante   | 250,000*   |
| Itália (FIMI) | 5× Platina | 250,000‡   |
| Nova Zelândia (RMNZ) | 2× Platina | 60,000*    |
| Reino Unido (BPI) | Platina    | 600,000‡   |
| Suécia (GLF) | 5× Platina | 200,000^   |
| *número de vendas baseado na certificação ^ figuras embarques com base apenas na certificação ‡ números não especificados baseando-se apenas na certificação |            |            |